# Henry Wellesley, 1. hrabě Cowley
Henry Wellesley, 1. hrabě Cowley (Henry Wellesley, 1st Earl Cowley, 1st Viscount Dangan, 2nd Baron Cowley) (17. června 1804, Londýn, Anglie – 15. července 1884, Londýn, Anglie) byl britský diplomat, synovec maršála Wellingtona. Od mládí působil v diplomatických službách, vynikl jako diplomatický zástupce Velké Británie v roce 1848 v Německu, později byl dlouholetým britským velvyslancem ve Francii (1852–1867). Od roku 1847 byl jako dědic baronského titulu členem Sněmovny lordů, v roce 1857 získal titul hraběte, byl též rytířem Podvazkového řádu. Britským velvyslancem ve Francii byl již jeho otec Henry Wellesley, 1. baron Cowley (1841–1846) a před první světovou válkou zeť Francis Bertie (1905–1918).

## Kariéra
Pocházel ze šlechtické rodiny Wellesleyů, byl nejstarším synem diplomata Henryho Wellesleye (1773–1847) a jeho první manželky Charlotte Cadoganové (1781–1853). Studoval v Etonu a Oxfordu, od roku 1824 působil v diplomatických službách. Kariéru zahájil jako atašé ve Vídni, kde byl tehdy jeho otec velvyslancem (1824–1829), v letech 1829–1832 působil jako atašé v Haagu a v letech 1832–1843 byl dlouholetým vyslaneckým tajemníkem ve Stuttgartu. V letech 1843–1848 byl velvyslaneckým tajemníkem v Istanbulu a v letech 1846–1847 zde byl zástupcem velvyslance. V revolučním roce 1848 byl povolán do Evropy a stal se vyslancem v Bernu. V červenci 1848 byl mimořádným vyslancem u Frankfurtského parlamentu a v Německu pak setrval jako vyslanec u Německého spolku (1848–1852). V roce 1852 byl jmenován členem Tajné rady a v letech 1852–1867 byl dlouholetým velvyslancem v Paříži. Zde měl důležitý úkol v podobě sjednání britsko–francouzsko spojenectví před krymskou válkou, po skončení války pak zastupoval Británii na Pařížském kongresu. V roce 1857 vyjednal mír s Persií a v roce 1859 byl krátce mimořádným vyslancem ve Vídni.
V roce 1847 po otci zdědil titul barona a stal se členem Sněmovny lordů. Během revolučního roku 1848 obdržel za své diplomatické služby Řád lázně, v roce 1853 získal velkokříž Řádu lázně. V roce 1857 byl povýšen na hraběte a po svém bratranci 4. hraběti z Morningtonu zdědil v roce 1863 statky v hrabství Wiltshire se sídlem Draycot House. V roce 1866 získal Podvazkový řád.

## Rodina

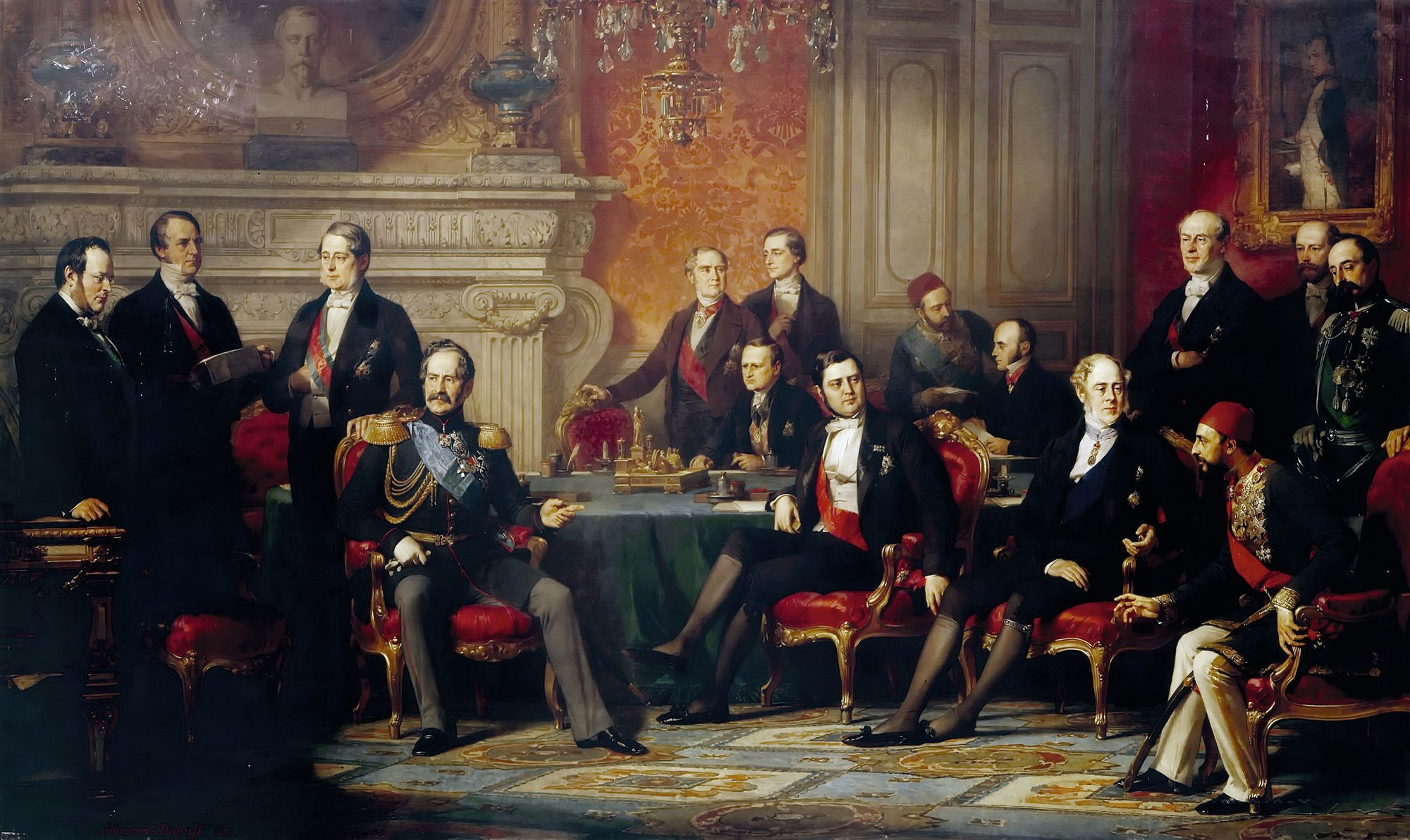
Pařížský kongres (1856) (lord Cowley druhý zleva)

Jeho manželkou byla od roku 1833 Olivia Fitzgerald–de Ros (1807–1885) z rodu vévodů z Leinsteru, po matce spřízněná s rodem Boylů. Měli spolu pět dětí, dědicem titulů byl nejstarší syn William Wellesley, 2. hrabě Cowley (1834–1895), mladší synové Cecil (1842–1916) a Frederick (1844–1931) sloužili v armádě a u námořnictva. Dcera Feodorowna (1838–1920) se provdala za vikomta Bertie, který byl později také dlouholetým velvyslancem ve Francii (1905-1918). Mladší dcera Sophia (1840–1923) byla manželkou 5. hraběte z Hardwicke z rodiny Yorke, který zastával vysoké funkce u dvora.